# Battery (skladba)
Battery je otvírací skladba alba Master of Puppets americké heavymetalové skupiny Metallica.
Typicky rychlá a energická thrash-metalová skladba alba Master of Puppets. Začíná nejdříve poklidným a později velmi strhujícím intrem a zhruba od první minuty se prolomí v pravý nefalšovaný speed metalový nářez. Text skladby věnoval zpěvák James Hetfield fanouškům skupiny ze San Franciska. Píseň je dodnes mezi fanoušky velmi oblíbená a bývá pravidelně hrána na koncertech.